# Заповедник Пеппара
Пеппара — заповедник недалеко от города Тривандрам на юге штата Керала, Индия. Территория заповедника лежит в бассейне реки Карамана, исток которой находится на высочайшей вершине заповедника, горе Чеммунджимоттай. Заповедник назван в честь дамбы Пеппара, построенной в 1983 для того, чтобы снабжать водой город Тривандрам и его пригороды. Учитывая экологическую значимость региона, в 1983 соответствующие территории были объявлены заповедными. С точки зрения рельефа они представляют собой холмистую равнину с высотами от 100 до 1717 метров над уровнем моря. Площадь заповедника составляет 75 км² и занята влажными вечнозелёными тропическими лесами, в том числе заболоченными. Заповедник Пеппара находится в 44 км (по автотрассе) от ближайшей железнодорожной станции, а именно Тривандрама, и в 49 км от аэропорта Тривандрама.

## История
Территория заповедника ранее входила в район Парутиппалли Тривандрамского округа. Леса нынешнего заповедника ранее охранялись в заказниках Палоде (24 км²) и Коттур (29 км²). Площадь водохранилища — 5,82 км².

## География
Заповедник Пеппара расположен на дороге, соединяющей Тривандрам и гору Понмуди, примерно в 50 км на северо-восток от Тривандрама.
Территория заповедника холмиста, перепады высот составляют от 100 до 1717 метров над уровнем моря. Основные горы заповедника: Чеммунджинотай (1717 м), Атирумалай (1594 м), Арумукамкунну (1457 м), Ковилтерималай (1313 м) и Начиядикунну (957 м). Среднегодовая норма осадков на территории заповедника — 2500 мм. Основные реки: Карамана и её притоки.

## Биология и экология
Типы лесов на территории заповедника Пеппара: западные прибрежные тропические вечнозелёные леса, южные горные тропические вечнозелёные, западные прибрежные полу-листопадные, южные влажные смешанные листопадные леса, заболоченные леса с преобладанием деревьев рода Myristica, долинные заболоченные леса и т. п.

## Деревья
Распространённые в заповеднике виды деревьев: Terminalia paniculata, T. bellerica, птерокарпус мешковидный, гуттаперчевое дерево Palaquium ellipticum, цейлонское железное дерево Mesua ferrea, Hopea parviflora, хлопковое дерево Bombax ceiba, джамболан, Lagerstroemia microcarpa, альбиция, Alstonia scholaris и др.

## Животные
В заповеднике обитает 43 вида млекопитающих, 233 вида птиц, 46 видов рептилий, 13 видов амфибий и 27 видов рыб. Распространёнными млекопитающими являются тигр, леопард, медведь-губач, слон, олень-замбар, индийский макак, капюшонный гульман, нилгирийский тар.